# 야나가와 마사키
야나가와 마사키(일본어: 柳川 雅樹, 1987년 5월 1일 ~ )는 일본의 전 축구 선수이다.

## 구단 경력
과거 비셀 고베, 방포레 고후, 더스파 구사쓰, 도치기 SC, 가이나레 돗토리에서 활동하였다.

## 국가대표팀 경력
그는 2007년 FIFA U-20 월드컵에 참가할 일본 U-20 국가대표팀에 발탁되었으며, 1경기에 출전했다.